# Sandi Patty
Sandi Patty (Oklahoma City, 12 de Julho de 1956), conhecida com o apelido "The Voice" e é cantora de Música Cristã Contemporânea.  Foi premiada com cinco prêmios Grammy, quatro Billboard Music Awards, três discos de platina, cinco discos de ouro e onze milhões de unidades vendidas. É a vocalista mais premiada da música cristã contemporânea, com 40 Dove Awards ( é um prêmio oferecido pela Gospel Music Association) dos Estados Unidos da América. Ela foi introduzido no Gospel Music Hall da Fama em 2004 e como um Indiana Living Legend em 2007. Ela já lançou mais de 30 álbuns, incluindo seu álbum mais recente vencedora Dove Award, The Edge of the Divine (2010). Ela vai lançar seu mais recente álbum "Everlasting" exclusivamente em lojas Target, através de Somerset, Ltd., em setembro de 2013. "Everlasting", contará com hinos notáveis e canções de adoração em um ambiente intimista e acústico. Sua estréia comprimento total pops sinfônicas álbum "Histórias da Broadway", dirigida pelo maestro Jack Everly, foi lançado em 18 de outubro de 2011, com várias críticas.

## O inicio
Sandi Patty nasceu num lar de músicos. O seu pai era o ministro de música e a sua mãe tocava piano na igreja. Sandy com apenas dois anos, cantou pela primeira vez na sua igreja a música “Jesus love me”. Anos depois, ela, os seus irmãos e os seus pais juntaram-se para cantarem em várias igrejas, durante as férias. O pequeno grupo chamava-se “The Ron Patty Family”. Estudou canto na Universidade Estadual de San Diego na Califórnia e em Anderson University, em Indiana. Enquanto estudava, ela emprestava a sua voz para jingles publicitários e gravações. A sua fama aumentou na década de 1970, quando teve o seu primeiro contacto com um outro músico cristão com o nome de Bill Gaither.

## Discografia
- 1978 - For My Friends
- 1979 - Sandi's Song
- 1981 - Love Overflowing
- 1982 - Lift Up the Lord
- 1983 - Live: More Than Wonderful
- 1983 - The Gift Goes On (Christmas)
- 1984 - Songs from the Heart
- 1985 - Hymns Just for You
- 1985 - Inspirational Favorites (Compilation)
- 1986 - Morning Like This
- 1988 - Make His Praise Glorious
- 1989 - The Finest Moments
- 1989 - Sandi Patty and The Friendship Company
- 1990 - Another Time...Another Place
- 1991 - The Friendship Company: Open for Business
- 1992 - Hallmark Christmas: Celebrate Christmas!
- 1993 - LeVoyage
- 1994 - Quiet Reflections (Compilation)
- 1994 - Find It On the Wings
- 1996 - O Holy Night! (Christmas)
- 1996 - Hallmark Christmas: It's Christmas! Sandi Patty & Peabo Bryson
- 1996 - An American Songbook
- 1997 - Artist of My Soul
- 1998 - Libertad Me Das (Spanish album)
- 1998 - Favorite Bible Songs for Kids (Cassette recording)
- 1999 - Together: Sandi Patty & Kathy Troccoli
- 2000 - These Days
- 2001 - All the Best... Live!
- 2003 - Take Hold of Christ
- 2004 - Hymns of Faith...Songs of Inspiration
- 2005 - Yuletide Joy (Christmas)
- 2005 - Duets 1 (Compilation)
- 2006 - The Voice of Christmas (Compilation)
- 2007 - The Definitive Collection Presents: Sandi Patty (Compilation)
- 2007 - Falling Forward
- 2008 - Gospel Greats (Compilation)
- 2008 - Via Dolorosa: Songs of Redemption (Compilation)
- 2008 - Songs for The Journey
- 2008 - A Mother's Prayer: Songs that Inspire a Mother's Heart (Compilation)
- 2008 - Quiet Hearts: Songs of Restful Peace for Women (Compilation)
- 2008 - Let There Be Praise (Compilation)
- 2009 - Duets 2 (Compilation)
- 2009 - Simply Sandi
- 2011 - The Best of Sandi Patty (Compilation)
- 2012 - Rarities (Compilation)
- 2013 - Everlasting
- 2014 - The Ultimate Collection Vol. 1 (Compilation)
- 2014 - The Ultimate Collection Vol. 2 (Compilation)
- 2014 - Christmas Blessings
- 2015 - Sweet Dreams
- 2016 - Forever Grateful

## Literatura
- Merry Christmas, With Love
- Sam's Rainbow
- Le Voyage, 1993
- I've Just Seen Jesus, 2000
- Broken on the Back Row, 2006
- Life in the Blender: Blending Families, Lives and Relationships with Grace (Women of Faith), 2006
- A New Day: A Guided Journal, 2006
- Falling Forward... into His Arms of Grace, 2007
- Layers, 2008
- The Voice 2018